# Cornelius Johnson
Cornelius (Corny) Cooper Johnson (Los Angeles, 21 augustus 1913 - 15 februari 1946) was een Amerikaans atleet, die was gespecialiseerd in het hoogspringen. In de jaren dertig behoorde hij tot de wereldtop. Hij werd op dit onderdeel olympisch kampioen, meervoudig Amerikaans kampioen en had van 1936 tot 1937 het wereldrecord in handen.

## Biografie
Zijn eerste atletiekwedstrijden deed hij op de Berendo Junior High School. Meer succes had hij als student van de Los Angeles High School al sprinter en hoogspringer. Op de Olympische Spelen van 1932 in zijn geboortestad Los Angeles miste hij met de op dat moment geldende tiebreak regels met een vierde plaats net het podium. Als de op dit moment geldende tiebreak regels van kracht waren geweest zou hij een zilveren medaille hebben gewonnen.
Op 12 juli 1936 won hij in New York de kwalificatiewedstrijd voor de Olympische Spelen van 1936. Samen met David Albritton verbeterde hij het wereldrecord tot 2,07 m. Johnson bediende zich van de gebruikelijke West-Roll techniek en Albritton was de eerste wereldrecordhouder die gebruik maakte van de rolsprong.
Op de Spelen van Berlijn veroverde Corny Johnson een gouden plak bij het hoogspringen. Met een olympisch record van 2,03 m versloeg hij zijn landgenoot David Albritton, die met 2,00 m het zilver won. Hij legde de lat nog op wereldrecordhoogte, maar slaagde er niet deze hoogte te overschrijden. In tegenstelling tot wat veel mensen geloven was het niet Jesse Owens, maar Cornelius Johnson die werd genegeerd door Adolf Hitler tijdens deze Spelen. Op de dag dat hij het olympisch goud bij hoogspringen won had Hitler reeds een Duitser en een Fin gefeliciteerd, die de eerste twee onderdelen wonnen. Nog voordat Cornelius Johnson en David Albritton (beide Afro-Amerikaans) op het podium stonden verliet Hitler het stadion.
In 1938 beëindigde Corny Johnson zijn sportcarrière. Hierna werd ging hij in dienst bij de Amerikaanse posterijen in Los Angeles en in 1945 trad hij in dienst bij de Amerikaanse marine. In 1946 werkte hij als scheepsbakker aan board van Grace Lines Santa Cruz. Hij stierf in 1946 op 32-jarige leeftijd aan een longontsteking. In 1994 werd hij opgenomen in de USA Track & Field Hall of Fame.

## Titels
- Olympisch kampioen hoogspringen - 1936
- Amerikaans kampioen hoogspringen (outdoor) - 1932, 1933, 1934, 1935, 1936
- Amerikaans kampioen hoogspringen (indoor) - 1935

## Persoonlijke records
| Onderdeel    | Prestatie      | Datum        | Plaats   |
| ------------ | -------------- | ------------ | -------- |
| hoogspringen | 2,07 m (ex-WR) | 12 juli 1936 | New York |

## Palmares

### hoogspringen
- 1932: 4e OS - 1,97 m
- 1936:  OS - 2,03 m (OR)

1896: Ellery Clark ·
1900: Irving Baxter ·
1904: Samuel Jones ·
1908: Harry Porter ·
1912: Alma Richards ·
1920: Richmond Landon ·
1924: Harold Osborn ·
1928: Robert Wade King ·
1932: Duncan McNaughton ·
1936: Cornelius Johnson ·
1948: John Winter ·
1952: Walter Davis ·
1956: Charles Dumas ·
1960: Robert Sjavlakadze ·
1964: Valeri Broemel ·
1968: Dick Fosbury ·
1972: Jüri Tarmak ·
1976: Jacek Wszoła ·
1980: Gerd Wessig ·
1984: Dietmar Mögenburg ·
1988: Hennadi Avdjejenko ·
1992: Javier Sotomayor ·
1996: Charles Austin ·
2000: Sergej Kljoegin ·
2004: Stefan Holm ·
2008: Andrej Silnov ·
2012: Erik Kynard ·
2016: Derek Drouin ·
2020: Gianmarco Tamberi & Mutaz Essa Barshim ·
2024: Hamish Kerr